# Vişina (Olt)
Vişina é uma comuna romena localizada no distrito de Olt, na região de Oltênia. A comuna possui uma área de 35.01 km² e sua população era de 3360 habitantes segundo o censo de 2007.